# 10254 Hunsrück
A 10254 Hunsrück (ideiglenes jelöléssel 2314 T-2) a Naprendszer kisbolygóövében található aszteroida. Cornelis Johannes van Houten,  Ingrid van Houten-Groeneveld és Tom Gehrels fedezte fel 1973. szeptember 29-én.